# 춤추는 소녀 와와
《춤추는 소녀 와와》는 한국교육방송공사에서 방송한 어린이 SF 드라마 프로그램이다.

## 프로그램 정보
- 1) 장르 : 어린이 음악SF드라마, 교양 특수촬영실사물
- 2) 방영시간 : 3930분(131편 × 30분/편) = 65시간 30분 = 2일 17시간 30분
- 3) 기획, 방송 : EBS
- 4) 제작 : 비전마스타
- 5) 제작기간 : 2001. 8 ~ 2004. 2
- 6) 방송기간 : 2001. 8. 27 ~ 2004. 2. 29(주1회, 131편).
  - ㄱ. 1기(총78편): 2001. 8. 27 ~ 2003. 2. 23.
    - a) 제1부(52편): 2001. 8. 27 ~ 2002. 8. 25.
    - b) 제2부(26편): 2002. 8. 26 ~ 2003. 2. 23.

  - ㄴ. 2기(53편): 2003. 2. 24 ~ 2004. 2. 29.

## 방송시간
- - 방송1(2006-01-30 ~ 2006-10-15): EBS플러스2 토 12:25-12:55
  - 방송2(2006-10-16 ~ 2008-01-27): EBS플러스2 토 12:30-13:00
  - 방송3(2008-01-28 ~ 2008-08-03): EBS플러스2 일 10:40-11:10
  - 방송4(2008-08-04 ~ ?): EBS플러스2 일 10:40-11:10, (재방)화 11:00-11:30
- 재방송 일정
  - ㄱ. 2기 재방송(제23화 ~ 제52화, 총30편): 2006-01-30 ~ 2006-08-27
  - ㄴ. 1기 재방송(제53화 ~ 제77화, 총25편): 2006-08-28 ~ 2007-02-18
  - ㄷ. 1기 재방송(제30화 ~ 제52화, 총23편): 2007-02-19 ~ 2007-07-29
  - ㄹ. 1기 재방송(제27화 ~ 제52화, 총26편): 2007-07-30 ~ 2008-01-27
  - ㅁ. 1기 재방송(제27화 ~ 제52화, 총26편): 2008-01-28 ~ 2008-07-27
  - ㅂ. 1기 재방송(제27화 ~ 제52화, 총26편): 2008-07-28 ~ 2009-01-25
- 지상파 방송
  - 방송4(2003-02-24 ~ 2003-08-24): EBS TV 금 17:30-18:00, (재방)토 08:30-09:00
  - 방송5-1(2003-08-25 ~ 2003-09-28): EBS TV 금 17:30-18:00, (재방)토 13:50-14:20
  - 방송5-2(2003-09-29 ~ 2004-02-29): EBS TV 금 17:30-18:00(<생방송 톡! 톡! 보니 하니>에 흡수되어 방송함. 단, 방송시각이 다소 변경될 수 있음), (재방)토 13:50-14:20
  - 방송5-3(2003-12-29 ~ 2004-02-29): EBS플러스2 금 10:10-10:40(전주 공중파 방송분 재전송)

## 등장인물
- 1기 등장인물
  - 와와 - 이지영:음악전사. 자신을 해치려는 사이보그를 라퓨타에게 음악권법을 배워 물리치고 《춤추는 소녀 와와》라는 곡을 작곡하여 사이보그에게 정복당한 미래를 구한다. 하지만 새로운 정복세력 네오가 등장해 미래에는 새로운 위기가 온다. 이를 극복하기 위해 미래에서 온 라정아(라퓨타) 선생님으로부터 음악권법을 배운다. 미래 사람들에게 도움을 주는 음악에너지를 늘리기 위해 노력한다. 친구들로부터 인기 많다.
  - 철이 - 이상윤(수지와 함께 2기 제23화, 제24화 방송분 출연):초희의 남자친구. 남자답고 체육을 잘한다. 수지와는 사촌지간이다. 약간의 허영심과 멋 부리기를 좋아한다.
  - 찬이 - 이진원:공부를 잘하며 비실비실 한다. 멍청해 보이지만 머리 좋은 천재소년.
  - 솔지 - 정보람(제52화 방송분까지 출연):새침하고 계산적이지만 밉지 않은 소녀. 공주병에 빠져있다. 6학년 2학기 직전에 다른 학교로 전학 간다.
  - 레나 - 최담지:(인간 레나)물건들을 훔치고 다니던 소녀. 하지만 와와를 통해 자신의 행동이 나쁘다는 것을 알고 물건 훔치기를 그만두며 피아니스트의 꿈을 키워나간다. 부산에 있는 친척집으로 이사를 갔다가 다시 전학 온다. /(사이보그 레나)미리 과거에 보낸 사이보그(드라이, 아인스: 레나의 삼촌)를 지원하기 위해 만든 사이보그. 인간 레나로 위장하여 친구처럼 같이 다니며 와와를 감시한다. 뒤에 정체를 드러내지만 자신이 적인데도 불구하고 보여주는 와와의 우정에 이상한 감정을 느낀다. 제로가 파멸한 뒤에는 네오의 부하가 된다. 하지만, 와와의 우정을 잊지 못해 나중에는 와와 편이 된다.
  - 현우 - 박경휘:먹는 걸 좋아하며 돈을 많이 쓴다.
  - 유리 - 이진수(제39화, 제57화 ~ ):부모가 없는 고아. 엄마에 대한 그리움을 와와 엄마가 대신해주고 있다. 친구들 중에 나이가 제일 어리다. 다른 학교에 있었다가 와와가 다니는 학교로 전학을 온다.
  - 배도밴 - 김형진(제40화 ~ 제43화: 마법사 덤블링 역을 겸해 출연, 제54화 방송분까지 등장, 2기 제39화 출연):음악 선생님으로 와와가 5~6학년 때 담임선생님. 와와가 5학년(2학기)일 때 담임선생님으로 있다가 6학년(2학기) 때 다른 학교로 전근 간다.
  - 라퓨타 - 김선미(1~26화까지 출연, 27화에서는 뒷모습만 출연),한승아(27~52화는 라퓨타로만 출연,제53화 ~ 제77화 방송분까지 음악선생님 라정아 역도 겸해 출연, 2기 제53화 출연):와와에게 음악권법을 가르쳐주는 인간. 2081년 당시 28세. 와와의 증조손이며 미래의 저항군 지도자로서, 와와가 작곡한 음악을 이용해 사이보그에 대응할 수 있는 음악권법을 개발했다. 제로가 파멸한 다음에는 라정아라는 이름으로 와와가 다니는 학교의 음악선생님으로 부임해온다. 하지만, 네오와 사이보그의 반란으로 새로운 위기를 맞고 와와와 함께 이를 타개해 나가려는 인물. 와와에게 다양한 음악을 알려 주며 인류에게서 음악을 없애버리려는 네오의 정체를 파악하고 저지해 나간다. 지금은 와와의 루드밀라가 되어 블랙의 큐브 속에 갇혀있다.
  - 그라피타 - 김선미(13화~26화),한승아(27화~78화),(2기 제52화, 제53화 출연):라퓨타의 쌍둥이 언니. 강박사가 개발한 사이보그로 처음엔 사이보그의 지도자였지만 와와의 음악에 음악 칩이 반응해 지금은 저항군 편이 되어 인류의 미래를 위해 힘쓰고 있다.
  - 제로 - 박진용(제52화 방송분까지 등장 + 제54화 방송분 출연, EBS [돌아온 그린맨](2000)에서는 나씨 성의 전문가로 출연, 예. 나장지):서기 2081년 사이보그가 지배하는 세상의 우두머리. 하지만 그라피타의 조종을 받고 있다. 와와를 없애기 위해 과거로 사이보그들을 파견시킨다. 1년 뒤 네오에 의해 파멸된다.
  - 집사 - 채수억(1~78화),(2기 제44화, 제45화, 제53화 출연):라퓨타의 집사. 언제나 라퓨타에 곁에 있다. 생각보다 싸움을 잘하고 라퓨타에게 많은 정보를 제공해준다. 지금은 그라피타의 집사로 살고 있다.
  - 와와 엄마(고상해) - 손지혜:와와의 엄마로 시인이다. 자기가 예쁘다거나 고상하다고 생각하며 착각 속에 사는 아줌마. 그러나 와와에게만큼은 아주 좋은 엄마가 돼 주려고 노력하며 가난 때문에 와와가 슬퍼하는 모습을 보며 슬퍼한다. 돈 되는 일이면 무엇이든지 하는 인물.
  - 사이보그 - 김유택(드라이: EBS 초등국어 [까미의 쫑알쫑알 국어이야기](2003)에도 출연): 와와를 없애기 위해 제로가 만들어 과거에 파견시킨 사이보그로 레나의 삼촌으로 위장해 있다. 와와네 집의 이웃에서 전파사 일을 하며 도청장치를 설치해 와와를 감시한다. 먹는 걸 좋아하는 사이보그. 처음엔 와와와 적대적이었으나 베토벤의 '엘리제를 위하여' 음악에 마음 칩이 반응해 와와를 구하고 폭파된다. 하지만, 라퓨타가 살려줘서 왕서방의 중국집에서 배달부로 일하고 있다. 와와가 블랙의 큐브에 갇히려는 걸 알고 구해준다
  - 사이보그 - 이성호(아인스: 제52화 방송분까지 등장하며 2기 제44화 출연):와와를 없애기 위해 제로가 만들어 과거에 파견시킨 사이보그로 레나의 삼촌으로 위장해 있다. 와와네 집의 이웃에서 전파사 일을 하며 도청장치를 설치해 와와를 감시한다. 저돌적이며 드라이가 반말하는 것을 매우 싫어하는 사이보그. 미래에서 와와와 싸우다 과거로 도망 오다 충격을 받아 기억상실증에 걸렸다. 두 고아가 그를 집에 데려와서 그들의 아빠로 살고 있다.
  - 네오 - 이건(16화에서 뒷모습만 출연),이성주(23화에서 영화감독으로 출연,22~27화분에 음성,49화 동네할아버지,51화부터 네오역으로 출연):라퓨타와 친구사이였다. 라퓨타가 위험에 처했을 때 자신을 희생하고 그라피타를 통해 다시 태어나 라퓨타를 도와준다. 그 뒤 네오는 그라피타의 조종을 받게 된다. 그라피타가 넣어 둔 칩의 오류로 현재는 음악을 무척 싫어하는 반(反) 인간이 되었다. 네모왕자란 별명을 가지고 있다.
  - 체육 선생님 - 이화진(제31화: 할아버지, 제41화 ~ 제43화: 마법사 볼트너트로 출연)
  - 가스통 - 최동균(제49화 방송분에는 와와의 첫사랑 안해정 오빠 역, 제53화부터 등장)
  - 메텔/초희 - 이초희(초희는 제53화 이전, 메텔은 제53화부터 등장):(초희) 음악선생님 배도밴의 조카로 철이의 여자친구. 체육을 잘하며 남자답다(?)./(메텔) 네오의 비서. 무표정한 얼굴. 차분한 말투 속에 숨겨진 힘을 갖고 있다. 머리가 비상하고 네오에게 여러 가지로 도움을 주는 사이보그.
  - 수호천사 - 유진 박(제53화부터 등장):라퓨타가 개발한 와와의 음악 수호천사로 평상시엔 열쇠고리의 캐릭터 인형이지만 와와와 있을 때는 사람으로 나타난다. 그 회의 음악을 연주로 보여주고, 와와를 지켜준다. 유진의 무기는 바이올린인데, 바이올린이 뿅~하고 마술처럼 나타난다. 멋진 바이올린 연주를 하며 힘을 얻는다. 와와에게 주크밴드와 같은 역할을 하며, 시간여행을 하게 해주는 타임머신(타임퀘스터) 역할을 한다. 와와가 과거로 갈 때는 현재의 시간이 정지한다. 현재 인간들의 생활에 호기심이 많다. 언제나 할 말이 없으면 ‘하하하하하하’ 하고 웃는다.
  - 중국집 주인 - 이병준(제53화부터 등장, 단, 제53화, 제54화 방송분에서는 목소리로만 출연, MBC드라마 코끼리, 영화 눈에는 눈 이에는 이 등에도 출연하였다.):중국집 사장. 성악가가 꿈이었으나 현재 꿈을 접고 중국집을 운영하고 있다. 와와 엄마와는 어렸을 적 알고 지내던 사이이며 체육 선생님과는 동기생(同期生) 사이임. 틈나는 대로 중국 무술(?)을 연마하고 있다.
  - 과거 음악가 - 홍성호(제53화부터 등장)

- 2기 등장인물
  - 와와 - 이지영:음악전사. '춤추는 소녀 와와'를 작곡한 인간. 대음악가 리노스의 명으로 음악에너지를 높이기 위해 유랑을 하면서 음악으로 사람들에게 따뜻한 마음을 전해준다. 변신을 통해 자신을 방해하는 사이보그와 대적한다. 특히 여성 사이보그인 도도와 가장 많이 싸우며, 2기 중반까지는 도도와 잘 싸우다가 일격을 맞고 패배하는 전투가 많았다. 2기 후반에는 서로 마주치는 일이 많이 없었지만, 한 번 만나면 승부가 나지 않을 정도로 치열하게 싸운다. 특히 2기 후반의 와와의 전투복은 여전사를 연상시켜 도도와의 싸움에 더욱 몰입감을 주곤 한다.
  - 드라이 - 김유택:와와가 유랑을 할 때 레나의 연락을 받고 와와의 위치를 추적해서 같이 길을 떠난다. 언제나 와와의 곁을 지켜준다. 사이보그 도도와 가스통에게 공격당해 쓰러졌다가 리노스의 도움으로 회복하여 업그레이드되었다. 업그레이드된 드라이는 이전과는 달리 변신도 할 수 있다(변신드라이). 변신은 드라이 볼을 이용해서 하는데 약간의 음악에너지가 있어야 가능하다.(주. 와와가 변신할 때에도 음악에너지가 필요함)
  - 왕서방(왕두칠) - 이병준:중국집 사장. 지금은 빚 때문에 와와 일행을 미행하고 있다. 왕서방은 네오의 함정에 빠졌다는 것을 안 뒤 네오의 일을 도와주지 않는다. 그 일로 인해 2083년 미래로 끌려와 고초를 겪는다. 하지만, 리노스 일행이 구해줘서 현재는 고향에 가서 다시 중국집을 운영하고 있다.
  - 네오 - 이성주:라퓨타와 친구사이였다. 하지만, 그라피타가 장착해놓은 메모리칩의 오류 때문에 점점 사악하게 변해가고 사이보그의 지도자가 된다.
  - 와와 엄마 - 손지혜:와와의 엄마로 시인이다. 와와를 만나기 위해 가끔씩 리노스의 모빌슈트로 온다
  - 리노스 - 최승준:2078년 미래에 얼마 남지 않은 음악가로 당시 나이는 28세. 라퓨타의 피아노 선생님이면서 와와의 아버지이다. 미래를 구할 수 있는 파가니니의 음악을 찾으러 과거로 가다가 사이보그를 만나 1990년 시점에 불시착해서 도망을 다니다가 와와 엄마를 만나게 되어 그해 결혼하여 1년 뒤 아이를 가지게 되는데 이 아이가 바로 와와다. 원래는 미래 사람이나 2003년 과거로 와서 와와에 도움을 주고 있다. 지금 와와는 자신이 리노스의 자손이라는 것을 아직은 모르고 있다. 참고) 1기 제77화, 제78화는 등장인물의 대사(음악가님)로만 출연함
  - 지니 - 김지은:리노스의 비서. 리노스에게 예쁨을 받고 싶은가 보다. 지금은 와와에게 춤을 가르쳐주고 여러 가지 잡다한 일들을 하고 있다.
  - 레나 - 최담지:사이보그이나 와와와의 우정을 버리지 못해 여러 가지 일로 와와를 배후에서 도와준다.
  - 도도 - 백주희:네오의 부하. 자기는 똑똑하고 가스통은 멍청하다는 생각을 하는 조금 거만한 사이보그. 하지만 가스통 말대로 머리가 똑똑하고 힘이 강하다. 가스통과 함께 와와를 뒤쫓는다. 특히 2기에서 와와가 1대1로 가장 많이 싸운 사이보그이다. 뿌셔나 가스통의 경우 드라이와 전투를 벌일 때 다소 힘을 빼고 싸우지만, 도도는 와와를 라이벌이라 생각하기 때문에 만날 때마다 치열하게 싸운다.
  - 가스통 - 최동균(제28화 방송분까지 등장):네오의 부하. 지금은 블랙에너지로 훨씬 강해졌다. 마음속으로 도도를 좋아하고 있다. 나중엔 고장 난 우주선으로 도망가다 우주미아가 된다.
  - 뿌셔 - 이건(제16화 방송분에는 조승우 역, 제29화 방송분부터 등장):네오의 부하. 우주미아가 된 가스통 대신에 헝가리 무곡을 이용한 춤을 잘 춰서 네오에게 발탁된 사이보그. 잘난 척을 많이 한다.
  - 메텔 - 이초희:네오의 비서. 숨겨진 힘을 갖고 있다. 머리가 비상하고 네오에게 여러 가지로 도움을 준다.
  - 장하/블랙 - 김지민(1기 제77화부터 출연):(장하) 블랙에너지와 관계있는 인간. 절대음감의 능력으로 주변의 모든 소리를 음악적으로 변화시키는 음악의 천재다. 하지만, 적은 말수와 내성적인 성격으로 다른 아이들에게 따돌림을 받고 있다. 와와와 친해지려고 하나 사고로 인해 블랙이 되면서 와와에게 최대의 적이 된다./(블랙) 블랙에너지를 만든 장본인. 블랙에너지로 영원한 생명을 얻었다. 와와에게 다가가려하나 블랙에너지 때문에 쉽지 않다. 와와를 만나기 위해 80년을 기다린다. 그리고 와와를 만나겠다는 일념으로 네오를 도와준다. 나중에는 와와를 구하고 소멸한다.

## 줄거리
- 2079년 사이보그가 지배하는 세상. 그 우두머리는 제로이다. 하지만 제로는 그라피타의 조종을 받고 있다. 제로는 저항군의 라퓨타가 '춤추는 소녀 와와'란 곡으로 공격해오자 위기감을 느껴, 와와가 이 곡을 작곡하기 전인 2001년으로 사이보그를 보낸다. 그때 와와는 초등학교 5학년생이었다. 와와를 해치려는 사이보그... 라퓨타는 초등학교 음악실의 피아노가 현재 라퓨타의 피아노와 같다는 사실을 알고 피아노를 통해 주크박스를 전송한다. 주크박스를 통해 얼떨결에 변신한 와와는 사이보그를 물리친다. 하지만 사이보그의 공격은 계속되고 와와는 라퓨타가 가르쳐주는 음악을 하나씩 배우고 미래에서는 화재로 인해 일부만 남아있는 '춤추는 소녀 와와'를 와와가 완성해 나간다.

- '춤추는 소녀 와와'의 완성으로 제로가 파멸하고, 그라피타와 화해하지만, 그라피타가 이용했던 라퓨타의 옛 친구 네오가 머릿속에 심어둔 칩에 이상을 일으켜 사이보그 본부 지하에서 인류 정복을 노린다. 네오는 음악을 자기 것으로 만들거나 없애기 위해 기라성 같은 과거의 음악가, 베토벤이나 모차르트 등을 찾아가 위협하기도 하지만 타임퀘스터 유진을 타고 와와가 과거로 가서 이를 막는다. 하지만, 미래 세계는 와와의 음악에너지로 점점 평화로워지고 네오가 지하에서 나와 정복할 기회는 점차 사라진다. 네오는 사이보그를 보내 와와가 다른 사람들에게 음악으로 따뜻한 마음을 전하지 못하게 방해한다. 이를 방해하면 음악에너지가 줄게 되는 것이다. 하지만 이것도 한계에 부딪힌다.

- 그러던 중, 네오는 블랙이라는 자를 만난다. 세상을 유지시켜주는 음악들을 순수한 에너지로 가둔 블랙에너지가 와와의 음악에너지를 순식간에 줄게 만든다. 블랙은 네오를 이용해, 라퓨타를 가두고 라퓨타의 순수한 에너지로 블랙에너지를 완성시킨 것이다. 그 바람에 와와의 음악에너지는 사라졌다. 이 틈을 타 네오는 지하에서 나와 인류를 정복한다. 이제 인류의 미래는 또다시 사이보그에게... 그리고 라퓨타도 갇히고 말았다. 하지만 와와는 헨델의 <사라반드> 음악권법으로 사이보그 가스통을 처치해 블랙에너지에 잡혀있던 '사라반드'가 빠져나가며 음악에너지가 다시 나타나게 한다.

- 이때, 혜성같이 나타난 미래의 음악가 리노스... 리노스는 와와에게 라퓨타를 구할 방법은 음악에너지를 높여 블랙에너지를 약화시키는 방법뿐이라고 한다. 와와는 음악에너지를 높이기 위해 사람들에게 따뜻한 마음을 전해주기위해 드라이와 유랑을 떠난다.

- 현재, 블랙에너지와 관계된 장하란 아이를 만났으며... 아버지가 리노스임이 밝혀졌다. 하지만 와와는 리노스가 고상해에게 입력해준 신성우라는 고고학자를 아빠로 알고 있다. 신성우는 결혼한 지 일 년 후 해외에 유적탐사를 갔다가 실종된 것으로 알고 있지만, 실은 진짜 아빠 리노스는 결혼한 지 1년 뒤에 기억을 찾아, 미래를 구할 음악인 파가니니의 '바이올린과 기타를 위한 소나타'를 가지고 미래로 떠났다. 라퓨타는 그 음악으로 흩어진 저항군 조직들을 통합한다. 고상해에게 가짜 아빠 기억을 심어준 채... 언젠가는 와와도 이 사실을 알게 될 것이다.... 고상해도 리노스가 심어준 가짜 기억에서 깨어날 것이다... 기대... 암튼 현재 와와의 임무는 음악에너지를 회복시켜, 블랙에너지를 약화시키고 라퓨타를 구하는 것이다.

## 와와의 변신
- 1) 검은색 가죽 상하의, 회색 머리
  - 제1화(2001-08-28)부터 제26화(2002-02-19)까지 총26회.

- 2) 분홍색 가죽 상하의, 분홍색 머리
  - ㄱ. 제27화(2002-02-26)부터 제62화(2002-10-29)까지 총36회.
  - ㄴ. 주크밴드: 제28화(2002-03-05) 방송분부터 등장했음.

- 3) 주황색 가죽 상하의(하의는 치마와 바지로 나뉜다), 노란색 머리
  - ㄱ. 주황색 가죽 상의 & 가죽 치마: 제63화(2002-11-05)부터 제78화(2003-02-18)까지 총16회+2기 제1화(제79화, 2003-02-28)부터 제44화(제122화-최종회, 2003-12-26)까지 총44회 = 총60회.
  - ㄴ. 주황색 가죽 상의 & 가죽 바지: 제45회(제123화, 2004-01-02)부터 제53화(제131화-최종화, 2004-02-27)까지 총 9회
  - ㄷ. 뮤직 건: 2기 제11화(제89화, 2003-05-09) 방송분부터 등장했음.

## 에피소드

### 1기 1부: 제로, 그라피타와의 싸움
- 제1화 운명의 노크소리 2001년 08월 28일
- 제2화 아름다운 어울림 2001년 09월 04일
- 제3화 스타가 된다면 2001년 09월 11일
- 제4화 사랑의 인사 2001년 09월 18일
- 제5화 찬이는 못 말려 2001년 09월 25일
- 제6화 소녀의 기도 2001년 10월 02일
- 제7화 비밀의 전주곡 2001년 10월 09일
- 제8화 거짓된 꿈 2001년 10월 16일
- 제9화 위풍당당하게 2001년 10월 23일
- 제10화 피터와 늑대 2001년 10월 30일
- 제11화 때로는 화려하지 않아도 2001년 11월 06일
- 제12화 믿음의 사과 2001년 11월 13일
- 제13화 오늘 또 오늘 2001년 11월 20일
- 제14화 끝없는 이야기의 시작 2001년 11월 27일
- 제15화 끝없는 이야기의 종말 2001년 12월 04일
- 제16화 사랑의 세레나데 2001년 12월 11일
- 제17화 미래에서의 초대 2001년 12월 18일
- 제18화 크리스마스 선물 2001년 12월 25일
- 제19화 새 아침의 시작 2002년 01월 01일
- 제20화 왈츠의 리듬처럼 2002년 01월 08일
- 제21화 슬픈 추억의 선율 아래 2002년 01월 15일
- 제22화 그 겨울의 따뜻한 이야기 2002년 01월 22일
- 제23화 솔지의 즉흥환상곡 2002년 01월 29일
- 제24화 그대의 찬 손 2002년 02월 05일
- 제25화 반지의 비밀 2002년 02월 12일
- 제26화 제로의 최후 2002년 02월 19일
- 제27화 제로의 부활 2002년 02월 26일
- 제28화 봄이 오는 소리 2002년 03월 05일
- 제29화 사랑의 꿈 2002년 03월 12일
- 제30화 봄의 노래 2002년 03월 19일
- 제31화 심부름 센터 소동 2002년 03월 26일
- 제32화 숲 속의 콘서트 2002년 04월 02일
- 제33화 명탐정 찬이 2002년 04월 09일
- 제34화 금지된 장난 2002년 04월 16일
- 제35화 철이의 4월 2002년 04월 23일
- 제36화 칠칠단의 비밀 2002년 04월 30일
- 제37화 어머님이 가르쳐주신 노래 2002년 05월 07일
- 제38화 사랑의 선물 2002년 05월 14일
- 제39화 마법의 총알 2002년 05월 21일
- 제40화 운명의 예언 2002년 05월 28일
- 제41화 마법세계의 반란 2002년 06월 04일
- 제42화 마법세계의 전설 2002년 06월 11일
- 제43화 또 하나의 전설 2002년 06월 18일
- 제44화 50년만에 도착한 편지 2002년 06월 25일
- 제45화 왕벌의 비행 2002년 07월 02일
- 제46화 사라진 시간 2002년 07월 09일
- 제47화 한여름 밤의 공포 2002년 07월 16일
- 제48화 밤과 꿈 2002년 07월 23일
- 제49화 추억은 방울방울 2002년 07월 30일
- 제50화 슬픈 왈츠 2002년 08월 06일
- 제51화 결전의 날 2002년 08월 13일
- 제52화 와와를 위하여 2002년 08월 20일

### 1기 2부: 네오와의 싸움
- 제53화 사라진 음표를 찾아라 2002년 08월 27일
- 제54화 네오는 이렇게 말했다 2002년 09월 03일
- 제55화 터키행진곡은 행진곡일까? 2002년 09월 10일
- 제56화 뒤바뀐 바이올린 2002년 09월 17일
- 제57화 미운 아기 오리의 꿈 2002년 09월 24일
- 제58화 가을 협주곡 2002년 10월 01일
- 제59화 달빛의 추억 2002년 10월 08일
- 제60화 꿈을 파는 가게 2002년 10월 15일
- 제61화 시인과 농부 2002년 10월 22일
- 제62화 은빛 물결처럼 2002년 10월 29일
- 제63화 방랑은 괴로워 2002년 11월 05일
- 제64화 사랑의 기쁨 2002년 11월 12일
- 제65화 하늘에서 온 편지 2002년 11월 19일
- 제66화 노래의 날개 위에 2002년 11월 26일
- 제67화 시간의 춤 2002년 12월 03일
- 제68화 천사의 세레나데 2002년 12월 10일
- 제69화 더 이상 날지 못하리 2002년 12월 17일
- 제70화 산타가 된 가스통 2002년 12월 24일
- 제71화 흐르는 강물처럼 2002년 12월 31일
- 제72화 구두쇠가 된 현우 2003년 01월 07일
- 제73화 즐거운 나의 집 2003년 01월 14일
- 제74화 수군수군 대소동 2003년 01월 21일
- 제75화 의상을 입어라 2003년 01월 28일
- 제76화 천둥과 번개 2003년 02월 04일
- 제77화 와와의 루드밀라 2003년 02월 11일
- 제78화 안녕, 라퓨타 2003년 02월 18일

### 2기: 네오, 블랙과의 싸움
- 제1화 유랑의 시작 2003년 02월 28일
- 제2화 솔베이지의 노래 2003년 03월 07일
- 제3화 라데츠키의 용기 2003년 03월 14일
- 제4화 아를르의 여인 2003년 03월 21일
- 제5화 피아노의 시인 2003년 03월 28일
- 제6화 레나의 슬픔 2003년 04월 04일
- 제7화 슬픈 소나타 2003년 04월 11일
- 제8화 어둠 속의 목소리 2003년 04월 18일
- 제9화 봄노래 2003년 04월 25일
- 제10화 마법의 램프 2003년 05월 02일
- 제11화 운명을 넘어서 2003년 05월 09일
- 제12화 남과 여를 위한 소나타 2003년 05월 16일
- 제13화 어머니가 가르쳐주신 노래 2003년 05월 23일
- 제14화 위풍당당하게 2003년 05월 31일
- 제15화 로망스 2003년 06월 06일
- 제16화 매기의 추억 2003년 06월 13일
- 제17화 노예들의 합창 2003년 06월 20일
- 제18화 자유를 위하여 2003년 06월 27일
- 제19화 소년의 꿈 2003년 07월 04일
- 제20화 승리를 위하여 2003년 07월 11일
- 제21화 행복한 꿈 2003년 07월 18일
- 제22화 드라이가 줄었어요 2003년 07월 25일
- 제23화 도깨비 환상곡 2003년 08월 01일
- 제24화 여름의 추억 2003년 08월 08일
- 제25화 소녀의 기도 2003년 08월 16일
- 제26화 미완성 교향곡 2003년 08월 22일
- 제27화 너 어느 별에서 왔니? 2003년 08월 29일
- 제28화 할아버지는 심술쟁이 2003년 09월 05일
- 제29화 헝가리 무곡 2003년 09월 12일
- 제30화 강아지를 부탁해 2003년 09월 19일
- 제31화 백조의 날개 2003년 09월 26일
- 제32화 집시의 노래 2003년 10월 04일
- 제33화 블랙의 탄생 2003년 10월 10일
- 제34화 가을의 세레나데 2003년 10월 17일
- 제35화 엄마의 자장가 2003년 10월 24일
- 제36화 웃어라 드라이 2003년 10월 31일
- 제37화 전설의 기타 2003년 11월 07일
- 제38화 두 명의 와와 2003년 11월 14일
- 제39화 선생님의 즉흥곡 2003년 11월 21일
- 제40화 푸른 옷소매 2003년 11월 28일
- 제41화 F조의 멜로디 2003년 12월 05일
- 제42화 발레리나의 꿈 2003년 12월 12일
- 제43화 드라이는 도둑까치 2003년 12월 19일
- 제44화 다시 만난 아이스 2003년 12월 26일
- 제45화 블랙의 함정 2004년 01월 02일
- 제46화 할아버지는 외롭지 않아 2004년 01월 09일
- 제47화 장하와 블랙 2004년 01월 16일
- 제48화 되돌릴 수 없는 과거 2004년 01월 23일
- 제49화 레나의 겨울 2004년 01월 30일
- 제50화 리노스의 작전 2004년 02월 06일
- 제51화 저항의 실패 2004년 02월 13일
- 제52화 와와야 안녕 2004년 02월 20일
- 제53화 환희의 송가 2004년 02월 27일

## 주제가
- 1기 제1화부터 제52화까지 방송된 주제가

- 작곡 : 최승준
- 노래 : 송유정
(전주 4마디) (아이들 노래) 와와 와와 와와 와와 예쁜 목소리
와와 와와 와와 와와 춤추는 소녀
와와 와와 와와 와와 예쁜 목소리
와와 와와 와와 와와 춤추는 소녀
(여자 독창) 아름다운 음악으로 제로와 싸우는 와와
미래를 구하는 와와 음악과 함께라면
언제까지 와와~ (대사) 사이보그 제로에게 정복당한 암울한 미래!
- 1기 제53화부터 제78화까지 방송된 주제가

(전주 4마디) (아이들 노래) 와와 와와 와와 와와 예쁜 목소리
와와 와와 와와 와~ 춤추는 소녀
와와 와와 와와 와와 예쁜 목소리
와와 와와 와와 와~ 춤추는 소녀
(여자 독창) 아름다운 음악으로 네오와 싸우는 와와
미래를 구하는 와와 음악과 함께라면
언제까지 와와
- - 작곡자, 노래하신 분은 동일하지만, 적이 '제로'에서 '네오'로 바뀌면서 가사의 '제로'가 '네오'로 바뀌었다.

- 2기 제1화(제79화)부터 제53화(제131화, 최종회)까지 방송된 주제가

- 작곡 : 최승준
- 노래 : 최담지
(전주) 와와~ 와와~ 와와~ 와와~ (간주) 와와~ 와와~
와와와와와와와 음악의 요정
힘들 때면 언제나 내 곁에 있어
와와와와와와와 춤추는 소녀
요리조리 변신해 네오와 맞서
아름다운 음악으로 따뜻한 마음을 전해요
꿈과 희망이 넘치는 신나는 음악모험
함께~ 해요~ 와와!!